# Mycetophila parawillineri
Mycetophila parawillineri är en tvåvingeart som beskrevs av Duret 1992. Mycetophila parawillineri ingår i släktet Mycetophila och familjen svampmyggor. Inga underarter finns listade i Catalogue of Life.